# Шлемоносный манакин-арарипе
Шлемоносный манакин-арарипе (лат. Chiroxiphia bokermanni) — птица семейства манакиновых, находящаяся на грани исчезновения. Она была открыта в 1996 году и получила научное описание в 1998 году. Видовое название вид получил в честь бразильского зоолога и кинорежиссёра дикой природы Вернера Бокерманна, который умер в 1995 году. За свою макушку в виде шлема птица получила португальское прозвище soldadinho-do-araripe, которое означает «маленький солдат Арарипы». Это прозвище также связано с его более распространённым родственником шлемоносным манакином, известным просто как soldadinho.

## Описание
Как и у большинства типичных манакинов, у самцов и самок сильно развит половой диморфизм в окраске оперения. Как и у шлемоносного манакина, у данного вида довольно большой и длинный хвост при общей длине 14,5 см. Поразительно узорчатые самцы имеют почти полностью белое оперение. За исключением белого оперения, крылья чёрные, как и хвост. От хохолка, по макушке, вплоть до середины спины проходит карминовое красное пятно. Радужная оболочка — красная. Самки, в основном, оливковые и имеют бледно-зелёную верхнюю часть тела. Они имеют уменьшенный оливковый хохолок.

## Распространение

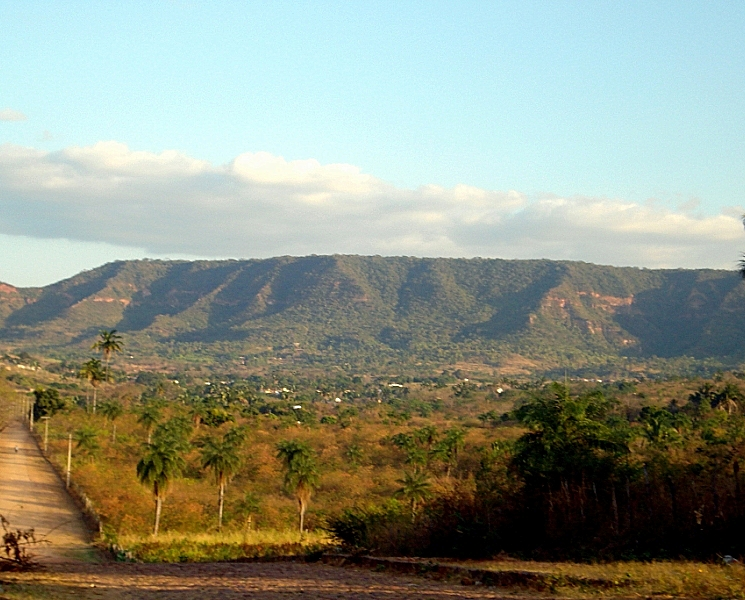
Арарипское нагорье — единственно известное местообитание

Птицы являются эндемиками Арарипского нагорья в бразильском штате Сеара в северо-восточном регионе страны. Его площадь всего лишь пятьдесят километров, а типичная среда обитания, по-видимому, является следствием образования почв из известняка раннего мелового образования Сантана. Чистый ареал размножения имеет размер всего лишь 1 км2 и находится в основном парке. Он, вероятно, более обширный, чем в настоящее время известно, хотя поиски близ Бальнеарио дас Кальдас каких-либо особей не привели к обнаружению.

## Угрозы
В 2000 году предполагаемая популяция насчитывала менее 50 особей, таким образом, птица считалась одной из самых редких в Бразилии и мире. До этих данных было найдено всего лишь три самца и одна самка. В 2003 году данные оказались более оптимистичными и BirdLife International предположил, что численность составляет от 49 до 250 особей. В 2004 году организация предположила, что в природе существует менее 250 особей, данные которой базировались благодаря обнаруженным 43 самцам. К сожалению, в 2000 году основной парк с бассейнами и асфальтированными дорогами был создан у населённого пункта Насенте ду Фариас, и большая его часть исконной среды обитания была уничтожена. Вырубленные деревья были заменены банановыми плантациями.
На знаменитой лекции BirdLife International, проведённой в Питерборо 16 августа 2008 года, было объявлено, что Сэр Дэвид Аттенборо предпримет усилия по защите этой редкой птицы за счёт привлечения финансовых средств. За счёт этой кампании было выпущено около 500 пар. Сэр Дэвид после своей лекции позировал на фоне изображения, на котором были Альфред Рассел Уоллес и райские птицы. Дополнительную информации и фото редкой птицы можно найти на сайте BirdLife.